# Susie Bootja Bootja Napaltjarri
Susie Bootja Bootja Napaltjarri - també citada com Susie Bootja Bootja Napangardi, Napangarti, o Napangati - (c. 1935 – 16 de gener de 2003) va ser una artista indígena australiana nascuda al Gran Desert Arenós d'Austràlia Occidental. Napaltjarri va ser una de les primeres pintores de Balgo i és coneguda pel seu ús de representacions figuratives del territori -turons, arbres, serps- amb una perspectiva lateral i un ús enèrgic del verd brillant, rosa i blau cel. Va pintar sobre l'aigua en el Temps del Somni (Altjeringa), tjunda (una varietat de ceba salvatge), tjirrilpattja (safanòria), fonts del país de Kurtal, wanayarra (serp arc-iris i ous) i tartjalpa (serp).